# Угљеша Којадиновић
Угљеша Којадиновић (Гламочани, 14. фебруар 1936 — Градишка, 20. јуни 1982) био је српски позоришни и филмски глумац.

## Биографија
По завршетку основне школе са родитељима се из Гламочана преселио у Бању Луку. У бањалучкој гимназији је начинио прве глумачке кораке играјући у драми Мртви не плаћају порез. По завршетку гимназије уписао је Академију за казалишну умјетност у Загребу коју је завршио у класи Бранка Гавеле.
Први стални ангажман имао је у позоришту Комедија, а 1960. године, након пет сезона, прешао је у Хрватско народно казалиште у ком је остварио запажене улоге у Молијеровом Грађанину племићу, Демонима Фјодора Достојевског, Рањеној птици Маријана Матковића, а посебно се истакао као Хорације у Шекспировом Хамлету. Широј јавности је познатији ка телевизијски и филмски глумац. Играо је у многим филмовима, драмама и ТВ серијама (Лицем у лице, Каја, убит ћу те!, Непокорени град, Доктор Младен, Мачак под шљемом, Просјаци и синови, Павиљон 6, Жутокоси, Злостављање, Најљепше звање на свијету, Око, Дебели лад, Фишкал, У регистратури...).
Најпознатији је по улози професора у ТВ серији Вело мисто. Пред крај живота основао је сопствену позоришну трупу и широм Југославије играо Давида Штрпца у представи по Кочићевом Јазавцу пред судом. Умро је у Градишци, у 46-ој години, а по сопственој жељи сахрањен је у родном селу, Гламочанима, у близини језера Бардача и градића Српца.

## Филмографија
| Год.  | Назив                                          | Улога                  |
| ----- | ---------------------------------------------- | ---------------------- |
| 1960. |                                                |                        |
| 1963. | Лицем у лице                                   | Инжењер Косијер        |
| 1965. | Апел                                           |                        |
| 1967. | Кинески зид (ТВ)                               | /                      |
| 1965. | Дилеме                                         |                        |
| 1966. | Педесети рођендан                              |                        |
| 1967. | Црне птице                                     |                        |
| 1967. | Кроз шибе                                      |                        |
| 1967. | Кинески зид                                    |                        |
| 1967. | Каја, убит ћу те!                              | Пјер Кото              |
| 1968. | Дневник Оченашека                              |                        |
| 1968. | Павиљон број 6                                 |                        |
| 1968. | Агент из Вадуза                                |                        |
| 1969. | Жеђ                                            | Човек                  |
| 1970. |                                                |                        |
| 1970. | Злостављање                                    |                        |
| 1970. | Фишкал                                         | Јаков Подгорски        |
| 1970. | Пансион с топлом и хладном водом               |                        |
| 1971. | У гори расте зелен бор                         | Усташа                 |
| 1972. | Човјек који је бацио атомску бомбу на Хирошиму | Дејвид Џон             |
| 1972. | Кипић                                          |                        |
| 1972. | Просјаци и синови                              | Дектива                |
| 1972. | Окрени леђа вјетру                             |                        |
| 1973. | Лењин у Африци                                 |                        |
| 1973. | Бјег                                           |                        |
| 1974. | У регистратури                                 | Жорж Јурић             |
| 1975. | Вријеме ратно и поратно                        |                        |
| 1976. | Доктор Младен                                  | Усташки сатник         |
| 1976. | Издаја                                         |                        |
| 1976. | Клара Домбровска                               | Феликс                 |
| 1976. | Три јаблана                                    |                        |
| 1977. | Марија                                         | Јохан, једноруку Немац |
| 1977. | Пуцањ                                          | истражитељ             |
| 1978. | Дебели ’лад                                    |                        |
| 1978. | Око                                            | Бариша Шурац           |
| 1978. | Случај Филипа Фрањића (ТВ)                     |                        |
| 1978. | Пуном паром                                    | Шеф Ђуро               |
| 1978. | Мачак под шљемом (серија)                      | Сирача-командир чете   |
| 1979. | Свјетионик (ТВ серија)                         | Капетан Хорн           |
| 1980. |                                                |                        |
| 1980. | Обустава у стројној                            |                        |
| 1981. | Снађи се, друже                                | Сираћа-командант чете  |
| 1981. | Вело мисто                                     | Професор               |
| 1982. | Изјава                                         |                        |
| 1982. | Хоћу Живјети                                   | Мартин Старчевић       |
| 1982. | Невоље једног Бранимира                        | Леополд                |
| 1982. | Тројански коњ                                  | Робић                  |
| 1982. | Непокорени град                                | Дивко Будак            |